# Яблунівська селищна рада
Яблунівська се́лищна ра́да — адміністративно-територіальна одиниця та орган місцевого самоврядування в Косівському районі Івано-Франківської області. Адміністративний центр — селище міського типу Яблунів.

## Загальні відомості
- Територія ради: 105 км²
- Населення ради: 2077 осіб (станом на 2015 рік)[1]
- Територією ради протікає річка Лючка

## Населені пункти
Селищній раді підпорядковані населені пункти:
- смт Яблунів

## Склад ради
Рада складається з 16 депутатів та голови.
- Голова ради: Томащук Зіновій Юрійович
- Секретар ради: Стенчук Олександра Дмитрівна

### Керівний склад попередніх скликань
| Прізвище, ім'я, по батькові | Основні відомості                                   | Дата обрання | Дата звільнення |
| --------------------------- | --------------------------------------------------- | ------------ | --------------- |
| Фіцич Микола Михайлович     | Селищний голова, 1950 року народження, безпартійний | 26.03.2006   | 31.10.2010      |
| Томащук Зіновій Юрійович    | Селищний голова, 1978 року народження, безпартійний | 31.10.2010   |                 |

Примітка: таблиця складена за даними сайту Верховної Ради України

### Депутати
За результатами місцевих виборів 2010 року депутатами ради стали:

#### За суб'єктами висування
| Суб'єкт висування | Кількість обраних депутатів | %   |
| ----------------- | --------------------------- | --- |
| Самовисування     | 16                          | 100 |

#### За округами
| № округу | Прізвище, ім'я, по батькові     | Дата визнання обраним | Освіта  | Партійна приналежність                         | Відомості про обраного депутата          |
| -------- | ------------------------------- | --------------------- | ------- | ---------------------------------------------- | ---------------------------------------- |
| 1        | Самойлов Михайло Олександрович  | 01.11.2010            | вища    | позапартійний                                  | МП «Корона», комерційний директор        |
| 2        | Никорович Андрій Андрійович     | 01.11.2010            | середня | позапартійний                                  | приватний підприємець, директор          |
| 3        | Рекуник Ігор Михайлович         | 01.11.2010            | вища    | позапартійний                                  | Яблунівська МВК, вчитель                 |
| 4        | Галяк Валерій Миколайович       | 01.11.2010            | вища    | позапартійний                                  | Яблунівська загальноосвітня школа, завуч |
| 5        | Боєчко Василь Федорович         | 01.11.2010            | вища    | член Партії промисловців і підприємців України | приватний підприємець, директор          |
| 6        | Сіреджук Артур Васильович       | 01.11.2010            | середня | позапартійний                                  | приватний підприємець, директор          |
| 7        | Стенчук Олександра Дмитрівна    | 01.11.2010            | вища    | позапартійна                                   | Яблунівська селищна рада, секретар       |
| 8        | Головецький Мирослав Євгенович  | 01.11.2010            | середня | член Народного Руху України                    | пенсіонер                                |
| 9        | Федорак Людмила Василівна       | 01.11.2010            | вища    | член Народного Руху України                    | Яблунівська спецшкола, вихователь        |
| 10       | Граб'юк Ірина Вікторівна        | 16.11.2010            | середня | позапартійна                                   | пенсіонер                                |
| 11       | Марчук Юрій Васильович          | 01.11.2010            | середня | позапартійний                                  | ТзОВ «Палецький ліс», директор           |
| 12       | Семчук Роксолана Василівна      | 01.11.2010            | середня | позапартійна                                   | Яблунівська лікарня, акушер              |
| 13       | Полюк Роман Петрович            | 01.11.2010            | середня | член Народного Руху України                    | Яблунівська лікарня, зубний технік       |
| 14       | Михайлюк Василь Іванович        | 01.11.2010            | середня | позапартійний                                  | приватний підприємець, директор          |
| 15       | Драгомирецька Наталія Дмитрівна | 01.11.2010            | вища    | позапартійна                                   | Аптека № 182, завідувач                  |
| 16       | Андрейків Богдан Михайлович     | 01.11.2010            | середня | позапартійний                                  | «Скіф-авто» м. Косів, водій              |